# Heliotropium marchionicum
Heliotropium marchionicum är en strävbladig växtart som beskrevs av Joseph Decaisne. Heliotropium marchionicum ingår i Heliotropsläktet som ingår i familjen strävbladiga växter. Inga underarter finns listade i Catalogue of Life.